# Großsteingrab Kruckow 1
Das Großsteingrab Kruckow 1 hat eine nord-süd-orientierte trapezoide Einfassung, in der die ost-west-orientierte Kammer eines Großdolmens liegt, der 1969 von Adolf Hollnagel ausgegraben und rekonstruiert wurde. Er trägt die Sprockhoff-Nr. 562. Die Megalithanlage der Trichterbecherkultur (TBK) entstand zwischen 3500 und 2800 v. Chr.

## Lage
Die Anlage liegt zwischen Siedenbrünzow und Kruckow im Landkreis Vorpommern-Greifswald, nahe der Grenze zum Landkreis Mecklenburgische Seenplatte in Mecklenburg-Vorpommern, unmittelbar nördlich der Bundesstraße 110.

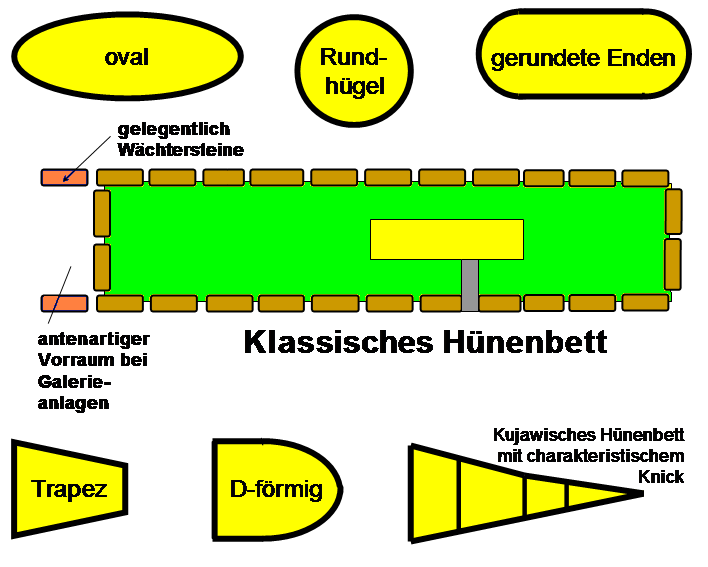
Hünenbett von Kruckow – im Schema links unten (mit Wächtersteinen)

## Beschreibung
Von den 39 Steinen der Einfassung des Hünenbettes sind bis auf vier alle erhalten, incl. der vier Wächtersteine. An der südlichen, der breiten Seite des trapezoiden Hünenbettes, in dessen Nähe der quergestellte Großdolmen liegt, besteht die Fassade aus sechs, in größerem Abstand gesetzten Blöcken und ist leicht konkav.
Die etwa einem Meter hohe Kammer des Dolmens ist insgesamt etwa 6,8 m lang, trapezoid und im hinteren Teil 2,3 m breit. Die knapp zwei Meter lange koaxiale Vorkammer ist 1,3 m breit. Alle neun Trag- und alle vier Decksteine der Kammer sind vorhanden. Die Trag- und Decksteine der Vorkammer ebenso; nur der kurze Gang ist der meisten seiner Steine beraubt. Die Kammer hatte Quartiere.
A. Hollnagel stellte eine Nutzung durch die Träger der TBK und der Kugelamphorenkultur fest. Neben tierischen und menschlichen Kochen (darunter neun Schädel) wurde Leichenbrand und Holzkohle gefunden. Zu den Beigaben gehören 14 Scherben, elf Querschneider, acht Bernsteinperlen (drei davon doppelaxtförmig), sieben Knochenanhänger, sechs Klingen, drei Knochengeräte, drei Näpfe, zwei Trichterschalen, zwei Einzelgrabbecher, eine Kugelamphore, ein hoher Topf, ein Schlagstein, ein dicknackiges Beil, ein Flachbeil und eine Axt mit geknicktem Nacken.